# Capitania de Sergipe
A Capitania de Sergipe del-Rei foi criada em 1590, durante a União Ibérica, pelo rei de Espanha e Portugal Filipe II e subordinada diretamente à Capitania da Baía de Todos os Santos. Seu primeiro mandatário foi Cristóvão de Barros. À época contava com um território de aproximadamente o dobro do atual estado de Sergipe.
A capitania tornou-se autônoma por decreto régio de Dom João VI em 8 de julho de 1820. O primeiro governador da nova capitania autônoma foi Carlos César Burlamaqui.
Menos de um ano depois, em 28 de fevereiro de 1821 torna-se uma província (juntamente com todas as outras capitanias), e, posteriormente, o atual estado de Sergipe, após a Proclamação da República Brasileira.